# Ovčiarsko
Ovčiarsko (in ungherese Juhászi) è un comune della Slovacchia facente parte del distretto di Žilina, nella regione omonima.